# Lena Horne
Lena Mary Calhoune Horne, née le 30 juin 1917 à Brooklyn (New York) et morte le 9 mai 2010 à New York, est une chanteuse de jazz, de chanson populaire, de comédie musicale, une actrice de films musicaux et une militante américaine pour l'égalité des droits civiques en faveur des Afro-Américains et des Amérindiens au sein de la National Association for the Advancement of Colored People.

## Biographie

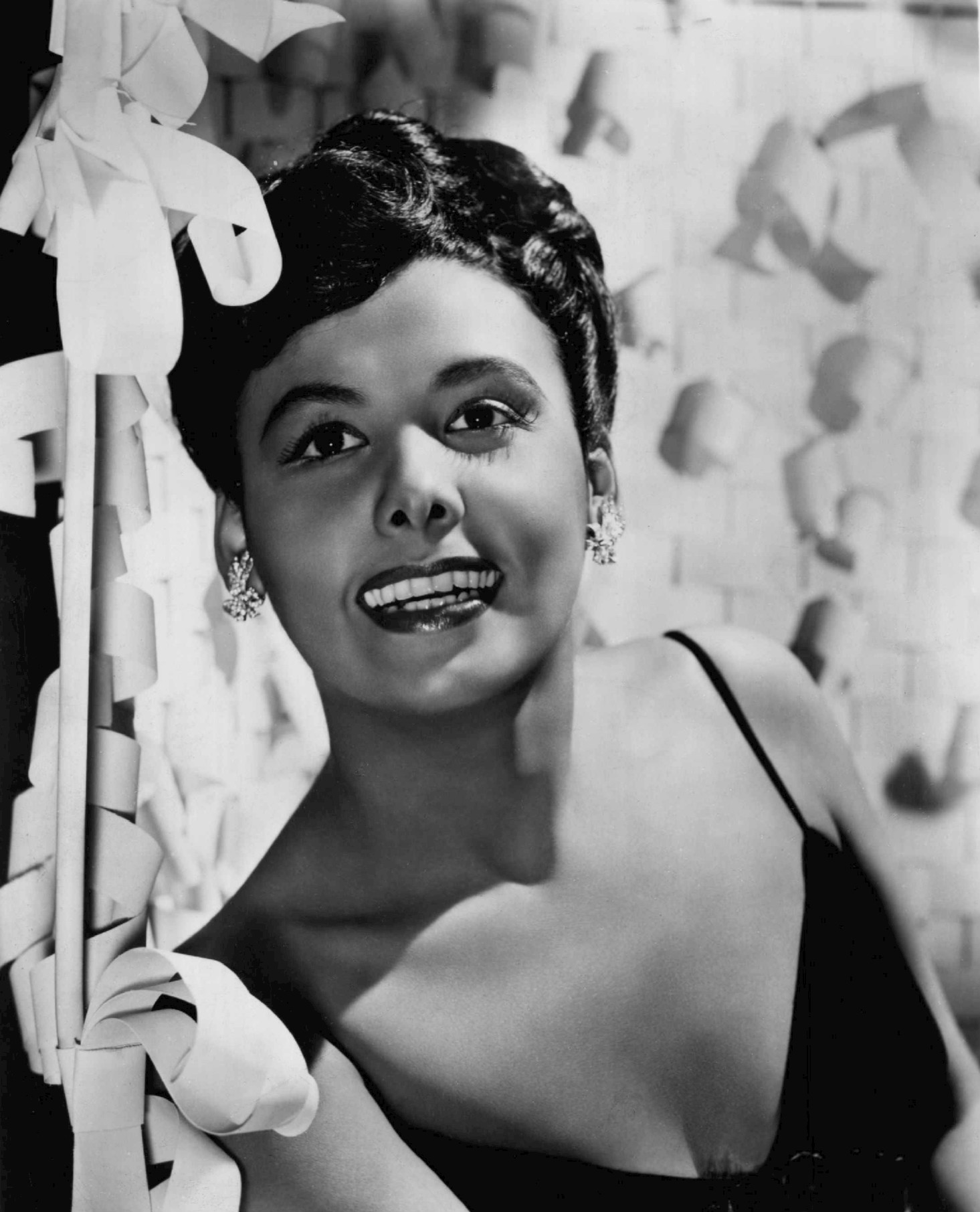
Lena Horne en 1955.

### Jeunesse et formation
Lena Horne est la fille de Teddy Horne et d'Edna Scottron Horne, un couple mixte d'ascendance afro-américaine, amérindienne et européenne,,,. Les membres de la famille Horne font partie de l'élite afro-américaine qui a reçu une instruction universitaire.
Ses parents se séparent alors qu'elle a trois ans. Elle est élevée par ses grands parents paternels Cora Calhoun et Edwin Horne. Cora est une membre active de la National Association for the Advancement of Colored People, de la National Urban League et une suffragette.

### Carrière

#### La chanteuse
Grâce à sa mère, elle est embauchée en 1934 comme danseuse et choriste dans la troupe du Cotton Club, célèbre cabaret de Harlem où elle devient chanteuse trois ans plus tard.
Lena Horne se fait ensuite remarquer sur Broadway par la comédie musicale Dance With Your Gods, puis elle est embauchée comme chanteuse au sein du big-band de Noble Sissle. En 1939, elle remonte sur la scène de Broadway dans la revue Lew Leslie's Blackbirds of 1939, puis, en 1940, elle est embauchée comme chanteuse par Charlie Barnett pour son big-band le Charlie Barnet Orchestra, mais à cause des lois ségrégationnistes des états du Sud, elle ne peut chanter dans certaines villes.
En 1941, elle quitte l'orchestre pour retourner à New York pour se produire au Café Society, club de jazz fréquenté par les artistes et intellectuels afro-américains et blancs. C'est à ce moment qu'elle devient l'amie de leaders de la National Association for the Advancement of Colored People tels que Paul Robeson et Walter White.

#### L'actrice
Après un premier rôle dans un film musical de 1938, intitulé « The Duke is Tops », Lena Horne est la première femme afro-américaine à signer un contrat de longue durée avec un studio d'Hollywood, la Metro-Goldwyn-Mayer, contrat où des clauses sont imposées par la National Association for the Advancement of Colored People stipulant qu'elle ne peut être cantonnée à des seconds rôles habituellement confiés aux actrices afro-américaines comme ceux de domestiques, de nourrices, d'Africains « sauvage » . Elle y fait ses débuts en 1942 dans Panama Hattie et devient célèbre en 1943 pour son interprétation de Stormy Weather de Ted Koelher et Harold Arlen dans le film du même nom,,. Elle apparaît ensuite dans de nombreuses comédies musicales de la MGM, toutefois elle n'aura que peu de premiers rôles du fait de sa couleur de peau, par peur du boycott dans les États du Sud ségrégationnistes. C'est ainsi qu'il ne lui sera confié principalement que des rôles de chanteuse dont les séquences pouvaient être coupées lors des projections dans les salles de cinéma du Sud.
La seule exception notable est Un petit coin aux cieux (1943) de Vincente Minelli, bien qu'une des parties de son corps y soit coupée car considérée comme trop suggestive par les censeurs.
Lena est surnommée « la tigresse » en raison de sa silhouette féline,.
Sélectionnée pour jouer le rôle de Julia LaVerne dans la version de 1951 de Show Boat, elle est éliminée à cause de sa couleur de peau, le rôle échoit finalement à Ava Gardner,.
Dans les années cinquante, elle et son époux Lennie Hayton sont accusés d'« activités anti-américaines » par la Commission parlementaire aux activités anti-américaines, ce qui vaudra à Lena Horne une traversée du désert émaillée de quelques disques qu'elle parvient tout de même à enregistrer pour la RCA.
C'est en 1957, et grâce à la revue Jamaïca, qu'elle renoue avec le succès, malgré un puissant boycott. Elle enchaînera avec des tournages et un certain nombre de revues jusque dans les années 1970.
Elle fait un retour dans les années 1990 avec deux albums enregistrés pour le label Blue Note.

### L'engagement social

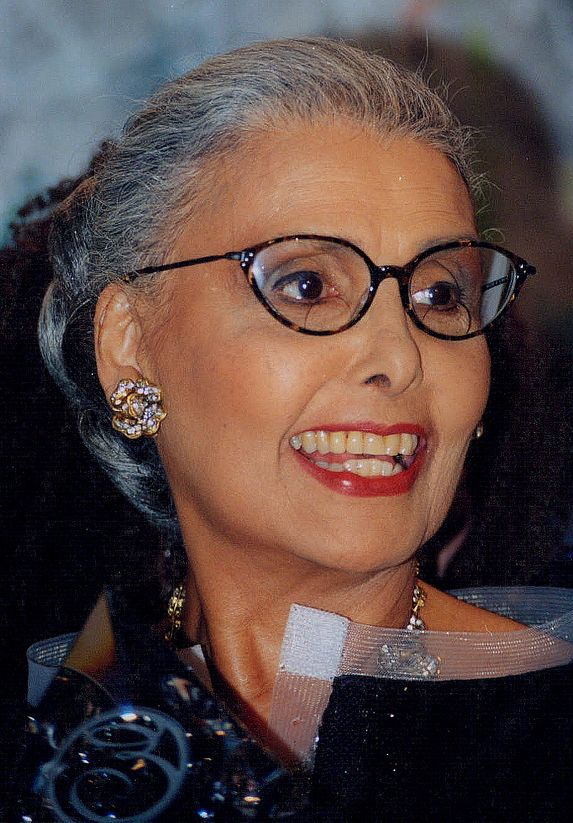
Lena Horne en 1997.

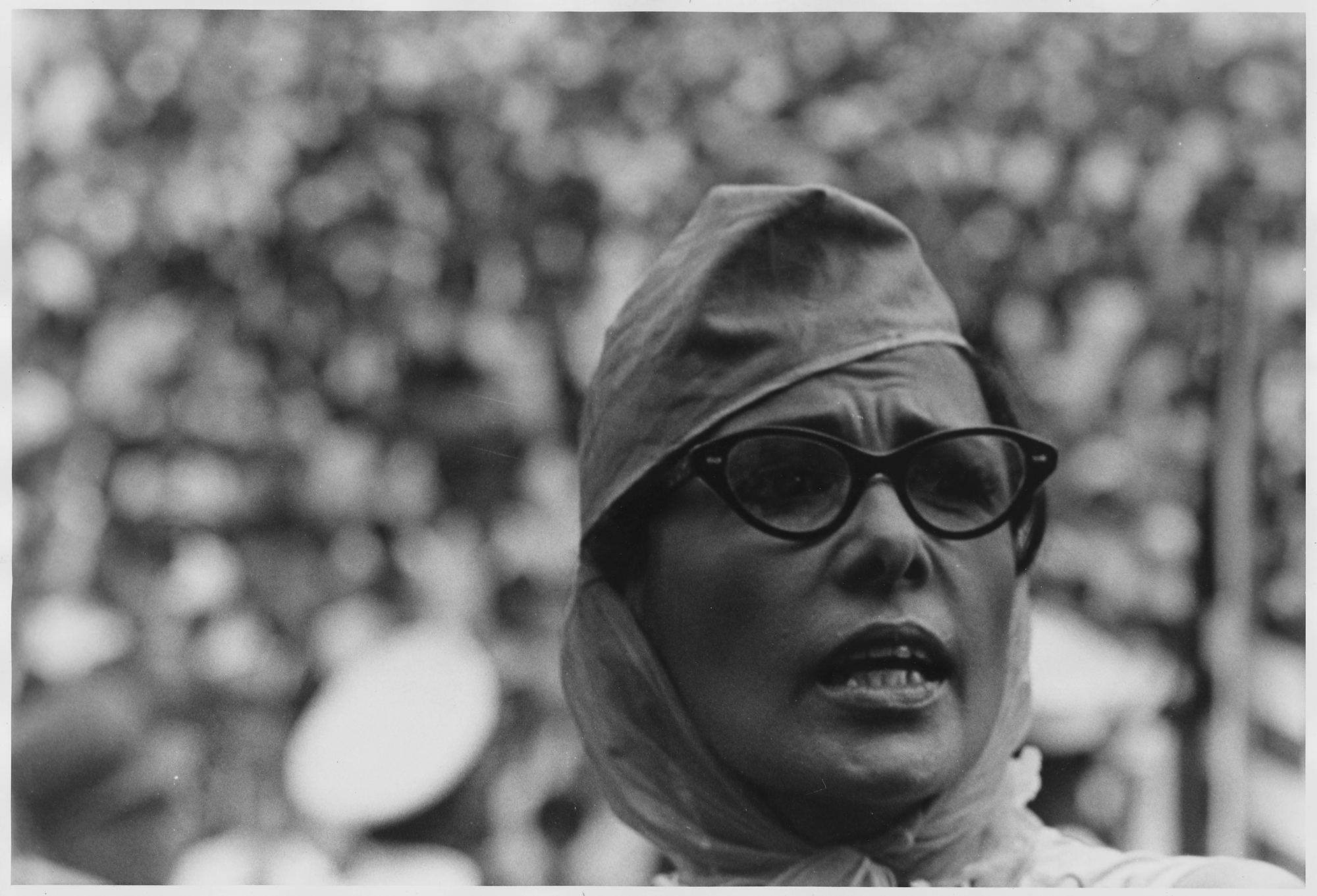
Lena Horne participant à la Marche sur Washington en 1963.

La carrière de Lena Horne est marquée contre le racisme et les lois ségrégationnistes.
Dès son enfance, elle subit le racisme, pour les blancs elle n'était qu'une « négresse » et pour certains de ses camarades afro-américains elle était trop blanche. Ballottée entre ses diverses racines (afro-américaine, amérindienne, européenne), elle aurait pu être désorientée, mais elle a la chance d'être entourée par des grands parents militants des droits civiques et qui l'ont aidée à se positionner à refuser d'être une presque blanche,.
Elle continue son expérience du racisme au Cotton Club, les musiciens étaient des afro-américains, mais la salle leur était strictement interdite.
Pendant la Seconde Guerre mondiale, elle devient une pin-up et un symbole de la « black beauty /beauté noire », en faisant une tournée pour les troupes, elle découvre que ses concerts sont ségrégués, pire elle découvre que des prisonniers de guerre allemands sont devant alors que soldats afro-américains sont repoussés au fond de la salle, scandalisée elle interrompt sa tournée pour ne visiter que des cantonnements de soldats afro-américains.
En 1963, elle participe à la Marche sur Washington pour l'emploi et la liberté derrière Martin Luther King. La même année, lors d'un rassemblement, elle prend la parole aux côtés du militant afro-américain, défenseur des droits de l'homme, Medgar Evers, peu de temps avant son assassinat en juin 1963.

### Vie privée
En 1937, Horne épouse Louis Jones. Ils ont deux enfants, Gail et Theodore. Le couple divorce en 1944. 
En 1947, elle épouse l'arrangeur et compositeur Lennie Hayton, qui décède en 1971. Le mariage s'est fait discrètement à Paris, car les mariages mixtes étaient interdits en Californie. Lennie Hayton, un juif américain, est l'un des premiers chefs d'orchestre arrangeurs de la Metro Goldwyn Mayer. Malgré les préjugés racistes, l'union dure jusqu'à la mort de Hayton en 1971, en effet, les directeurs exécutifs des studios désapprouvent cette union inter-raciale et le couple est mis au ban. Dans sa biographie coécrite avec Richard Schickel, Horne raconte les pressions énormes et les injures qu'ils durent subir.
De 1950 à sa mort, Lena Horne vivait à Manhattan.

### La fin
Le 9 mai 2010, elle décède à l'hôpital presbytérien de New York
Ses obsèques sont célébrées en l'église Saint-Ignace-de-Loyola de New York, sur Park Avenue, en présence de nombreuses personnalités comme Jessye Norman, Leontyne Price, Dionne Warwick, Lauren Bacall, Chita Rivera, Cicely Tyson, Vanessa Williams et le gouverneur de l'État de New York David Paterson.
Après sa crémation, ses cendres ont été remises à des proches.
La Nederlander Organization annonce en juin 2022 que le théâtre Brooks Atkinson de Broadway serait renommé en son honneur plus tard cette année-là. Le fronton du Lena Horne Theatre est dévoilé le 1er novembre 2022.

### Citations
« "Don't be afraid to feel as angry or as loving as you can, because when you feel nothing, it's just death." » / Ne soyez pas effrayé d'éprouver de la colère, de l'amour ou ce que vous pouvez, parce que lorsque vous n'éprouvez plus rien, c'est juste que vous êtes morts
« Yet it was the rape of slave women by their masters which accounted for our white blood, which, in turn, made us Negro ‘society. » / c'est parce que les maîtres ont violé leurs esclaves que le sang des blancs coule en nous, et en retour cela fait de nous la "société nègre".
« I was lucky, as many of my generation was, in having a man like Dr. King in our lives. He came at a time that we needed to take a long look at each other and see how similar we were. » / J'ai eu la chance, comme beaucoup de ma génération l'a été, d'avoir un homme comme le Dr King dans nos vies. Il est venu à un moment où nous avions besoin de prendre le temps de nous regarder les uns les autres et de voir comment nous étions semblables.
« "Always be smarter than the people who hire you." » / Soyez toujours plus fins que les gens qui vous embauchent.
« Malcolm X made me very strong at a time I needed to understand what I was angry about. He had peace in his heart. He exerted a big influence on me. » / Malcolm X m'a rendu très forte à un moment où j'avais besoin de comprendre contre quoi j'étais en colère. Il avait la paix dans le cœur. Il a exercé une grande influence sur moi.
« My identity is very clear to me now. I am a black woman. I’m free. I no longer have to be a ‘credit.’ I don’t have to be a symbol to anybody; I don’t have to be a first to anybody. I don’t have to be an imitation of a white woman that Hollywood sort of hoped I’d become. I’m me, and I’m like nobody else. »
Qui peut être traduit par :
Maintenant, pour moi, mon identité est très claire.
Je suis une femme noire.
Je suis libre.
Je n'ai plus besoin d'être une caution.
Je n'ai pas besoin d'être un symbole pour qui que ce soit.
Je n'ai pas besoin d'être une première pour qui que ce soit.
Je n'ai pas besoin d'être une imitation d'une femme blanche comme Hollywood le désirait.
Je suis moi, et je suis comme personne d'autre.

## Prix et distinctions
- 1958 : lauréate du Tony Award décerné par l'American Theatre Wing, dans la catégorie « meilleure actrice dans un premier rôle dans une comédie musicale » pour sa prestation dans la comédie musicale Jamaica[50].
- 1960 : cérémonie d'établissement de son étoile sur le Walk of Fame de Hollywood[51].
- 1980 : élévation au grade de docteure honoris causa par l'université Howard[52].
- 1981 : lauréate du Grammy Award, catégorie meilleure performance vocale féminine pour son album The Lady and Her Music[53].
- 1981 : lauréate du Special Tony Award décerné par l'American Theatre Wing, pour sa revue musicale Lena Horne: The Lady and Her Music (en)[50].
- 1983 : récipiendaire de la Médaille Spingarn décernée par la National Association for the Advancement of Colored People[54].
- 1989 : lauréate du Grammy Award, pour l'ensemble de son œuvre[53].
- 1995 : lauréate du Grammy Award, catégorie meilleure performance de jazz vocal pour l'album An Evening With Lena Horne[53].

## Comédies et revues musicales (sélection)

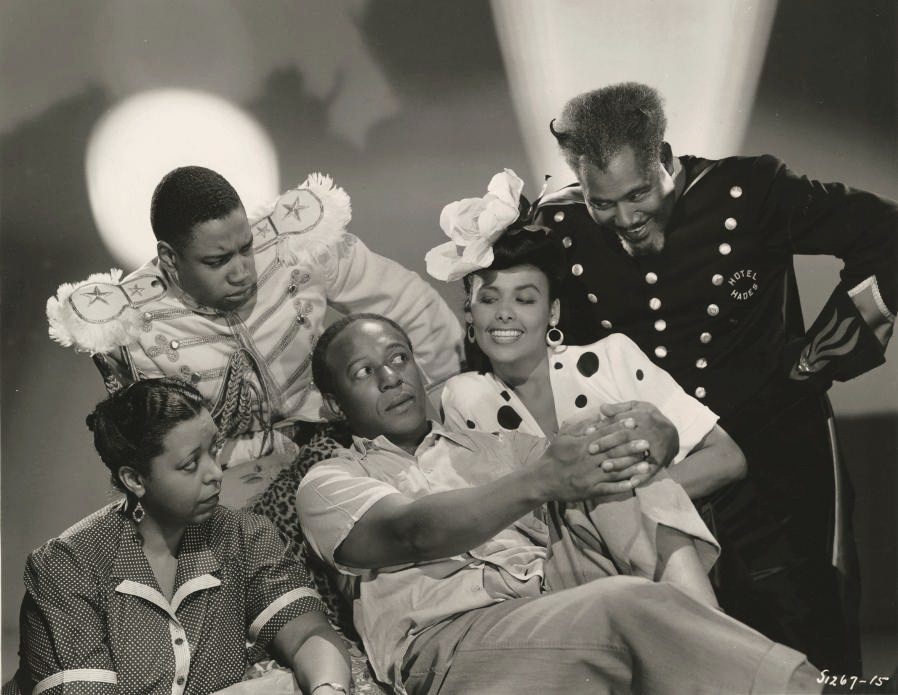
Lena Horne dans Un petit coin aux cieux.

- 1934 : Dance With Your Gods, de Kenneth Perkins au Mansfield Theatre de New York[55],
- 1939 : Lew Leslie's Blackbirds of 1939 de Lew Leslie (en) et Johnny Mercer à l'Hudson Theatre de New York[55],
- 1957 - 1959 : Jamaica de Harold Arlen et E.Y. Harburg, à l'Imperial Theatre de Manhattan[55],
- 1961 : Nine O'Clock Revue Broadway, sur des standards de Harold Arlen, Duke Ellington, Cole Porter, Jule Styne, Rodgers et Hammerstein au O'Keefe Centre Theater de Broadway[56],
- 1974 : Tony & Lena, sous la direction de Torrie Zito et Robert M. Freedman au Minskoff Theatre, avec Tony Bennett[55],
- 1981 - 1982 : Lena Horne: The Lady and Her Music (en), sous la direction d' Harold Wheeler (musician) (en) au Nederlander Theatre de Broadway[55],[57].

## Filmographie
- 1938 : The Duke Is Tops (en)
- 1942 : Panama Hattie (MGM)
- 1943 : Un petit coin aux cieux (Cabin in the Sky) (MGM)
- 1943 : Parade aux étoiles (Thousands cherr) (MGM)
- 1943 : Symphonie magique (Stormy Weather) d'Andrew L. Stone (20th Century Fox)
- 1943 : Mademoiselle ma femme (I Dood It) de Vincente Minnelli (MGM)
- 1944 : Deux Jeunes Filles et un marin (Two Girls and a Sailor), de Richard Thorpe (MGM)
- 1944 : Swing Fever (MGM)
- 1944 : Broadway Rhythm (MGM)
- 1944 : Boogie-Woogie Dream (en) (Official Films (en) short subject)
- 1945 : Ziegfeld Follies de Vincente Minnelli (MGM)
- 1946 : La Pluie qui chante (Till The Clouds Roll By) (MGM)
- 1946 : Mantan Messes Up (Toddy Pictures)
- 1946 : Studio Visit (MGM short subject)
- 1948 : Ma vie est une chanson (Words and music) (MGM)
- 1950 : Jamais deux sans toi (Duchess of Idaho) (MGM)
- 1956 : Meet Me in Las Vegas (MGM)
- 1969 : Une poignée de plombs (Death of a Gunfighter), de Don Siegel et Robert Totten (Universal Studios)
- 1976 : Hollywood, Hollywood (That's entertainement Part II) - Film documentaire (MGM)
- 1978 : The Wiz (Universal Studios)
- 1994 : That's Entertainment! III (en) (MGM)

## Discographie
- It's Love (1955; RCA)
- Stormy Weather (1956; RCA)
- At the Waldorf-Astoria (1957; RCA)
- Jamaica [Original Cast Recording] (1957; RCA)
- Give the Lady What She Wants (1958; RCA)
- Porgy & Bess (1959; RCA) - avec Harry Belafonte
- Songs by Burke and Van Heusen (1960; RCA)
- At the Sands (1961; RCA)
- Lena on the Blue Side (1962; RCA)
- Lovely & Alive (1963; RCA)
- Lena Goes Latin (1963; Charter)
- Sings Your Requests (1963; Charter)
- Here's Lena Now! (1964; 20th Century)
- Feelin' Good (1965; UA)
- Lena in Hollywood (1966; UA)
- Merry from Lena (1966; UA)
- Soul (1966; UA)
- Lena & Gabor (1970; Skye)
- Nature's Baby (1971; Buddah)
- Lena and Michel (1975; RCA)
- Lena: A New Album (1976; RCA)
- The Lady and Her Music (1981; Qwest) -
- The Men in My Life (1988; Three Cherries)
- We'll Be Together Again (1994; Blue Note)
- An Evening with Lena Horne (1995; Blue Note)
- Being Myself (1998; Blue Note)
- Seasons of My Life (2005; Blue Note; enregistré en 1999)

## Pour en savoir plus

#### Notices dans des encyclopédies et manuels de références
- (fr) Philippe Carles, Dictionnaire du Jazz, Paris, Robert Laffont (réimpr. 1996) (1re éd. 1988), 1151 p. (ISBN 9782221045169, lire en ligne), p. 481,
- (en-US) Barbara C. Bigelow, Contemporary Black Biography, vol. 5, Detroit, Michigan, Gale Research, 24 septembre 1993, 327 p. (ISBN 9780810385573, lire en ligne), p. 130-133,
- (en-US) African American Biography, vol. 2 : E-J, Detroit, Michigan, UXL, 10 décembre 1993, 447 p. (ISBN 9780810392342, lire en ligne), p. 357-359,
- (en-US) Suzanne Michele Bourgoin, Encyclopedia Of World Biography, vol. 7 : Grimke-Howells, Detroit, Michigan, Gale Research, 2 décembre 1997, 542 p. (ISBN 9780787622213, lire en ligne), p. 504-506,
- (en-US) Reference Library of American Women, vol. 2 : G-M, Farmington Hills, Michigan, Gale Research, 1er janvier 1999, 488 p. (ISBN 9780787638641, lire en ligne), p. 330-332,
- (en-US) Anne Commire & Deborah Klezmer (dir.), Women in World History : A Biographical Encyclopedia, vol. 7 : Haar-I, Waterford, Connecticut, Yorkin Publications / Gale Group, 12 mai 2000, 746 p. (ISBN 9780787640668, lire en ligne), p. 476-483,
- (en-US) R. Kent Rasmussen (dir.), The African American Encyclopedia, vol. 5 : Hil-Lee, New York, Cavendish Square Publishing, 1er août 2000, 1496 p. (ISBN 9780761472087, lire en ligne), p. 1240-1243,
- (en-US) Liz Sonneborn, A to Z of American Women in the Performing Arts : A Biographical Dictionary, New York, Facts on File, 1er décembre 2001, 267 p. (ISBN 9780816043989, lire en ligne), p. 106-108,
- (en-US) Colin A. Palmer (dir.), Encyclopedia Of African American Culture And History : The Black Experience In The Americas, vol. 3 : G-L, Detroit, Michigan, MacMillan Reference Books, 15 décembre 2005, 1365 p. (ISBN 9780028658162, lire en ligne), p. 1065,
- (en-US) Paul Finkelman (dir.), Encyclopedia of African American History, 1896 to the Present : From the Age of Segregation to the Twenty-First Century, New York, Oxford University Press, USA, 2 février 2009, 541 p. (ISBN 9780195167795, lire en ligne), p. 453-454,
- (en-US) The Grove Dictionary of American Music, vol. 4 : Haas, Jonathan-Kyser, Kay, New York, Oxford University Press, USA, 26 novembre 2013, 701 p. (ISBN 9780195314281, lire en ligne), p. 243,

#### Essais et biographies
- (en-US) James Haskins et Kathleen Benson, Lena : A Personal and Professional Biography of Lena Horne, Chelsea Michigan., Stein and Day, 1er janvier 1984, 248 p. (ISBN 9780812885248, lire en ligne),
- (en-US) Gail Buckley, The Hornes : An American Family, New York, Applause Books (réimpr. 2002) (1re éd. 1986), 292 p. (ISBN 9781557835642, lire en ligne),
- (en-US) Lena Horne et Richard Schickel, Lena, Garden City, état de New York, Limelight Editions, 1er septembre 1988, 336 p. (ISBN 9780879100667, lire en ligne),
- (en-US) Brett Howard, Lena Horne, Melrose Square Publishing Company, 1er décembre 1991, 222 p. (ISBN 9780870675720),
- (en-US) Leslie Palmer et Nathan Irvin Huggins, Lena Horne, New York, Chelsea House Publications (réimpr. 1995) (1re éd. 1989), 136 p. (ISBN 9781555465940, lire en ligne),
- (en-US) James Gavin, Stormy Weather : The Life of Lena Horne, New York, Atria Books, 5 mai 2009, 632 p. (ISBN 9780743271431, lire en ligne),
- (en-US) Carole Boston Weatherford (ill. Elizabeth Zunon), The Legendary Miss Lena Horne, Atheneum Books for Young Readers, 24 janvier 2017, 48 p. (ISBN 9781481468244),

#### Articles de revues
- (en-US) Megan E. Williams, « The "Crisis" Cover Girl: Lena Horne, the NAACP, and Representations of African American Femininity, 1941—1945 », American Periodicals, vol. 16, no 2,‎ 2006, p. 200-218 (19 pages) (lire en ligne ),
- (en-US) Shane Vogel, « Performing "Stormy Weather": Ethel Waters, Lena Horne, and Katherine Dunham », South Central Review, vol. 25, no 1,‎ 2008, p. 93-113 (21 pages) (lire en ligne ),
- (en-US) Megan E. Williams, « "Meet the Real Lena Horne": Representations of Lena Horne in "Ebony" Magazine, 1945–1949 », Journal of American Studies, vol. 43, no 1,‎ avril 2009, p. 117-130 (14 pages) (lire en ligne ),
- (en-US) Megan E. Williams, « "Lena Not the Only One": Representations of Lena Horne and Etta Moten in the Kansas City "Call", 1941-1945 », American Studies, vol. 51, nos 1/2,‎ 2010, p. 117-130 (14 pages) (lire en ligne )
- (en-US) Deborah Paredez, « Lena Horne and Judy Garland: Divas, Desire, and Discipline in the Civil Rights Era », TDR (1988-), vol. 58, no 4,‎ hiver 2014, p. 105-119 (15 pages) (lire en ligne ),